# K-314
K-314 – radziecki myśliwski okręt podwodny z napędem jądrowym projektu 671 (NATO: Victor I). Budowę okrętu rozpoczęto 5 września 1970 roku, 28 marca 1972 roku zwodowano go w Zakładzie nr 402 w Leningradzie. Jednostka została przyjęta do służby w marynarce radzieckiej 6 listopada 1972 roku, gdzie służyła we Flocie Północnej, następnie Flocie Oceanu Spokojnego do 1989 roku.
Okręt został zbudowany w układzie dwukadłubowym, z kadłubem sztywnym wykonanym ze stali o zwiększonej ciągliwości AK-29. Okręt o długości 93 metrów wypierał na powierzchni 3650 ton i 4830 ton w zanurzeniu. Napęd jądrowy zapewniany przez dwa reaktory wodno-ciśnieniowe WM-4P z jedną turbiną parową o mocy 31 000 KM, wraz z opływowym kadłubem lekkim i kioskiem zapewniał mu prędkość podwodną 33 węzłów. Jednostka została wyposażona w sześć wyrzutni torpedowych kalibru 533 mm dla 18 torped przeciwpodwodnych oraz aktywno-pasywny sonar Rubin MGK-300.
Podstawowym zadaniem operacyjnym okrętu było zwalczanie amerykańskich strategicznych okrętów rakietowych systemu Polaris-Poseidon oraz nuklearnych myśliwskich okrętów podwodnych państw NATO.
21 marca 1984 roku K-314 podczas śledzenia okrętów amerykańskich na Morzu Japońskim, wynurzając się uderzył rufą w dno amerykańskiego lotniskowca USS „Kitty Hawk” (CV-63). Okręt podwodny utracił śrubę, po czym został odholowany do bazy . Został wycofany ze służby 14 marca 1989 roku.